# タンクバタリアン
『タンクバタリアン』（Tank Battalion）は、ナムコから1980年10月に発売されたアーケード用ビデオゲーム。

## 概要
固定画面で黄色い戦車を動かして敵を倒していくゲーム。4方向レバーと1ボタン。自機タンクは画面上に一発の砲弾を発射でき、迷路状の壁は全て破壊できる。画面端から出現する青い敵タンクを一定数倒せば面クリア。敵の弾は自機の弾で相殺可能。
スコアの配点は敵との距離で決まる。敵戦車と密着して倒せばスコアは高く、密着してなおかつ正面で倒すとミステリーボーナスが入る。
自機が全て破壊されるとゲームオーバー。また、画面中央最下段に壁で囲まれた「司令部」があり、これに敵あるいは自機の弾が当たると自機の残数に関係なく即ゲームオーバーとなる。テーブル筐体の定価は58万円。

## 類似作品

### 移植作
ゲームパソコン（SORD-M5）版
キャラクターが全て8×8ドットになっており、相対的にフィールド面積が4倍になっている。
MSX版
ナムコットゲームセンターシリーズの第9弾として発売。
本作独自のフィーチャーとしてスーパータンクが存在する。敵戦車の中に混じって登場するレインボータンクに近づいて破壊すると、自機が2連射可能となる。さらにその状態でレインボータンクを真正面の至近距離から破壊すると、自機と自弾がスピードアップしたスーパータンクへ変貌する。
またアーケード版にはBGMが一切存在しなかったが、本作よりゲームスタートとゲームオーバーの曲が追加された。
サウンドやパワーアップ要素など、本作アーケード版と「バトルシティー」を繋ぐ中間点的な存在。
プログラムは田中京太。
後に1990年3月9日にフロッピーディスクで発売されたMSX用オムニバスソフト『ディスクNG 1』にも、このMSX版が収録されている。
Windows 95版（ナムコヒストリー VOL.2）
1997年11月28日に発売された『ナムコヒストリー VOL.2』の収録作品としてアーケード版が移植された。
PlayStation 4/Nintendo Switch版
アーケードアーカイブスの1作品として2024年3月7日に配信開始。アーケード版の移植。「こだわり設定」にて起動画面の表示、ゲームスピードの調整といった事を設定可能。

### 亜流
当ゲームはある程度のヒットを収めたため、他社からも「縦2文字×横2文字分のサイズの戦車が、同じサイズの敵戦車を砲撃する」タイプのゲームが作られた。
戦国の自衛隊（ユニバーサル→ユニバーサルエンターテインメント）
発売はタンクバタリアンより数ヶ月前の1980年4月。
戦車が斜めにも動く。
中央に川があり、川向こうの戦車を撃つと点数が倍になる（戦車に川という概念は『バトルシティー』にも使われた）。
敵の数が減るほどBGMが早くなる。
ゲーム名は当時話題になった映画『戦国自衛隊』からとられたが、ただ名前を借用したのみである。
このタイトルは海外では意味不明なため、"No Man's Land"（無人地帯）の名で、アメリカの大手ピンボール会社で最後にテレビゲームに参入したゴットリーブ社にライセンス生産され、同社発売ゲーム第1号となった。
パンサー（アイレム→後のアピエス）
発売は1980年10月。
当時ミリタリーゲームが多かった同社の『アイレムコマンダー』『グリーンベレー』（コナミの同名ゲームとは別）に次ぐ戦車ゲーム第3弾として発売されたが、この前2作は戦車が1文字分のキャラクターであり、ゲームの印象はかなり異なる。
通常のシューティングゲームはレバーで移動、ボタンで射撃だが、このゲームは戦車移動用と照準移動用2つのレバーを持つ。
敵戦車は被弾すると破壊されるだけでなく、移動不能だが攻撃可能、攻撃不能だが移動可能などの部分ダメージがある（これは古くからウォーゲームに使われている概念である）。
緑色の森林に入ると、敵戦車が被弾しない（『タンクフォース』では見えにくくなる）。
当時としてはまだ珍しいボスキャラクターが存在する。ボスは大きめの戦車で、これが登場すると雑魚キャラクター戦車は後退する。
コクピット筐体の定価は99万8千円、テーブル筐体の定価は59万8千円。
タンクディフェンダー（MZ-80K/C）
ゲーム名は当時人気のゲーム『ディフェンダー』から拝借したものだが、名前のみの借用である。
プログラム言語はFORM（ハドソンがMZ-80K/Cに開発した整数型FORTRAN）で書かれている。FORMは『I/O』にも発表されたため、FORMで書かれたゲームはほとんどが『I/O』に掲載されている。このゲームも同様に『I/O』1981年8月号に掲載された。
まだ細かいグラフィックが使用できず、事実上キャラクターグラフィックのみだったため、戦車は四角と三角のキャラクターを組み合わせ、将棋の駒のような型で表現されている。
ゲーム自体は原作にかなり忠実で、ゲーム中常にサウンドが鳴る（音楽ではない）、戦車の破壊時にも他のキャラクターが動きながら破壊シーンの演出が行なわれるなど、細かい作りになっている。
原作に無い特徴として、キーを2つ押すと（例えば上と左、右と下など）戦車が斜めに動く点が挙げられる（ただし戦車は斜めにならず、縦横方向だけである）。壁の有無状況によっては、この移動方法はかなり有利な戦術となる。

### リメイク版
バトルシティー（ファミリーコンピュータ）
2人同時プレイが可能になり、敵戦車の種類やアイテムによる自機パワーアップ等の新要素が増えた。任天堂のVSシステム対応でアーケードに逆移植もされた。VSシステム版では、ファミコン版とステージの順番が一部異なっている。
ミニバタリアン（テスト基板）
キャラクターはロボットとなり、壁は破壊できなくなった。
一定面数をクリアするごとに画面が段階的に拡大していき、画面外からも弾が飛んでくるため難しくなる。
正式な続編ではなく、筐体を販売する際に筐体のみだと半完成品となり電気用品取締法に抵触する時期があったため、完成品として販売するため（バタリアンというゲーム機として販売）のダミー基板用に開発された。
筐体のテストとして用意したため、基板の性能もかなり低いが、セガの「ドットリ君」やタイトーの「ミニベーダー」と比べると凝った作りとなっている。
タンくる（Windows用オンラインゲーム）
Windows用オンライン対戦アクションゲーム。2009年4月21日にサービス終了。
ゲームシステムは3DグラフィックのTPSとなり、チーム対抗戦や成長要素などのアレンジを追加。
キャラクターデザインもカジュアルゲーム的な可愛らしいものとなっている。

## その他
- アーケード基板はアタリの『スーパーブレイクアウト』の流用で、ナムコとしては唯一、CPUにMOS 6502を使用した作品となった。

- 1980年当時、本作品はヒットした作品だった為、海賊版（コピー基板）が多数出回っていた。タイトル画面に表示されているはずのメーカー名（"NAMCO“）およびクレジット投入後の画面に表示されるメーカー名と登場年（"NAMCO.と1980.の表示）が海賊版では削除されてしまっている。

- 登場してから既に40年以上が経過している為、現存数の関係から純正基板は現在、中古基板店でも見掛ける事は少なくなってきており、希少価値もあり流通された際は高値が付けられる物と思われる。